# Svenska mästerskapen i längdskidåkning 1965
Svenska mästerskapen i längdskidåkning 1965 arrangerades i Lycksele.

## Medaljörer, resultat

### Herrar
| Gren              | Guld                                                        | Guld                                                        | Silver          | Silver        | Brons          | Brons       |
| 15 km             | Assar Rönnlund                                              | IFK Umeå                                                    | Ragnar Persson  | Föllinge IK   | Karl-Åke Asph  | IFK Mora    |
| 30 km             | Assar Rönnlund                                              | IFK Umeå                                                    | Bengt Karlsson  | Valdemarsvik  | Ragnar Persson | Föllinge IK |
| 50 km             | Janne Stefansson                                            | Sälens IF                                                   | Melcher Risberg | Hammerdals IF | Assar Rönnlund | IFK Umeå    |
| Stafett 3 x 10 km | Föllinge IK (Jan Halvarsson, Erik Jonasson, Ragnar Persson) | Föllinge IK (Jan Halvarsson, Erik Jonasson, Ragnar Persson) |                 |               |                |             |
| Lagtävling 15 km  | IFK Umeå                                                    | IFK Umeå                                                    |                 |               |                |             |
| Lagtävling 30 km  | IFK Umeå                                                    | IFK Umeå                                                    |                 |               |                |             |
| Lagtävling 50 km  | IFK Umeå                                                    | IFK Umeå                                                    |                 |               |                |             |

### Damer
| Gren             | Guld                                                                    | Guld                                                                    | Silver            | Silver        | Brons            | Brons      |
| 5 km             | Toini Gustafsson                                                        | IFK Likenäs                                                             | Barbro Martinsson | Skellefteå SK | Britt Strandberg | Edsbyns IF |
| 10 km            | Barbro Martinsson                                                       | Skellefteå SK                                                           | Toini Gustafsson  | IFK Likenäs   | Britt Strandberg | Edsbyns IF |
| Stafett 3 x 5 km | Skellefteå SK (Christina Barrebo, Ingrid Martinsson, Barbro Martinsson) | Skellefteå SK (Christina Barrebo, Ingrid Martinsson, Barbro Martinsson) |                   |               |                  |            |
| Lagtävling 5 km  | Skellefteå SK                                                           | Skellefteå SK                                                           |                   |               |                  |            |
| Lagtävling 10 km | Skellefteå SK                                                           | Skellefteå SK                                                           |                   |               |                  |            |

### Webbkällor
- Svenska Skidförbundet